# Жечка Карамфилова
Жечка Карамфилова Стоянова е участничка в Съпротивителното движение по време на Втората световна война. Българска партизанка и политкомисар на партизанския отряд „Васил Левски“ (Варна).

## Биография
Жечка Карамфилова е родена в гагаузко семейство в село Кичево на 26-ти ноември 1919 г. Баща ѝ Карамфил Стоянов е секретар-бирник в общината и касиер-доловодител в кооперацията. От малка тя трябва да работи на полето. Учи до първо прогимназиален клас в родното си село, а след това учи във Варна. Там слуша с интерес политическите беседи на своя братовчед Стоян Добрев (Странджата). По-късно той ще стане един от ръководителите на антифашистката борба във Варненския край, ще понесе стоически мъченията във фашистката полиция, ще избяга от концлагер и ще загине като партизанин в Карнобатско, а неговият брат, бъдещият адмирал Иван Добрев ще приеме псевдонима "Странджата" в негова чест. Именно благодарение на Стоян Жечка се включва в редовете на борбата. Въпреки бедността, тя е една от най-будните ученички. Тъй като е облечена в кърпени дрехи и е обута с терлици, учителката Лазарова неведнъж я гони от училище с думите: "Иди във фабриката да работиш, щом майка ти не може да те облече прилично." А Жечка отговаря: "Просветата е необходима повече на бедните, отколкото на богатите. Тя ще ги научи как да извоюват щастието си." През 1939 г. завършва тригодишния курс на Средното земеделско училище в Айтос. Не е приета в Полувисшето земеделско училище в Пазарджик заради комунистическите си убеждения. От тогава живее във Варна и участва активно в дейността на РМС. Изнася беседи в читалище "Отец Паисий" и скоро след това става част от ръководството на чителището. Ръководи и дейността на младежите по Соболевата акция. В края на 1940 и началото на 1941 г. работи по разпространяване на позиви против въвличането на България в Тристранния пакт. Идват и първите срещи с полицията, но преди фашистите да започнат обиск, тя успява да изгори нелегалните материали. И в разгара на войната Жечка продължава да осъществява активна революционна и просветителска дейност. По това време нейният другар Марин Бангиев лежи в Плевенския затвор, а мъжът на сестра ѝ Кина – Георги Костов (Левака) лежи във Варненския затвор, но дори в затвора успява да продължи нелегалната работа. Приятелката ѝ Славка Петрова си спомня: "Жечка Карамфилова бе девойка със среден ръст, кестеняви коси, също такива кестеняви очи и хубава усмивка. С миловидния израз на лицето си, с тихия сих благороден характер тя привличаше силно хората, сприятеляваше се лесно и бързо с тях." На 25-ти април 1944 г. става ясно, че е заплашена от арест. Сестра ѝ Кина ѝ дава паролата. Преди да замине за отряда, та прегръща двегодишният син на своята сестра и на Левака, и казва: "Ако се случи да не се върна, ще съжалявам, че нямам едно ей такова детенце. Да кажеш това на моя Марин.", след това я поглежда и казва: "Пази се. Не попадай в ръцете на фашистите!" На 27-ми април се свързва с Приморския народоосвободителен отряд "Васил Левски" и получава името "Елена". Веднага взема участие в бойна акция – нападението над германския радиопост между Господиново и Дюлино. Жечка подбира прилични дрехи и скрива револвера си под тях. Заедно с Недялко Милушев (Руднев) отива в бараката до радиостанцията. Пияните германци започват мръснишки разговор с нея, но тя запазва присъствие на духа и успява да се отскубне от ръцете им. След като разбират целта на посещението, хитлеристите започват безразборна стрелба, но Жечка и Руднев се измъкват невредими.
Заради своите смелост и интелект, Жечка е назначена за комисар на отряда. Идва редът на множество смели и дръзки акции. И така до последният 18-ти август 1944 г. , когато при село Бърдарево, отрядът е обграден от многоброен противник. Налага се партизаните да се изтеглят. Жечка и Петър Маринов (Савата) остават да прикриват изтеглянето. С цената на своя живот, те успяват да запазят живота на своите другари. И падат пронизани от фашистки куршум, но партизаните вече са се изтеглили на безопасно разстояние. Жечка е пронизана от куршума на фелдфебела Димитър Харалампиев – старши стражар от Шуменското полицейско управление, но не е издъхнала напълно и жандармеристът Дончо Пайдушев я доубива. Фашистките полицаи Васил Илиев, Симеон Каменов и Крайчо Митев я ограбват, като взимат нейните комбинезон, кюлоти, жакет, фланела и ръчен часовник. А изродът Марин Драгнев изнасилва мъртвия ѝ труп. Финалът на гаврата поставя полицаят Васил Георгиев Димитров: "След като Марин Драгнев изнасили мъртвата партизанка, казах му: Марине, чакай да видя, като е била с толкова мъже, дали е в положение. Наведох се над нея, изкарах си ножа и разпрах корема от лъжичката до костта между краката, отворих с ръце вътрешностите, извадих всичко и казах на Марин: Мамицата ѝ… не е бременна."
Подобно на Матросов, с цената на своя кратък, но достоен живот, Жечка запазва живота на своите другари. И из Варненския край се запява народната песен:
Красавице от Кичево засмяна, За теб била е, зная, песента,
На храбрите приморски партизани, Когато сте посрещали смъртта.
Красавице от Кичево засмяна, Единствена сред дръзките мъже,
Ти тръгна като българката Яна, Без страх от ятагани и въже!
Да паднеш ти във оня час последен, Но само като падаща звезда,
Да се превърнеш в знаме, зов победен И вик предсмъртен, вик за свобода!
Да паднеш тук, на поста си заветен, На своите несбъднати мечти,
Със вяра да си чиста, да ни светиш, И в мрака непрогледен да пламтиш!